# Gascogne

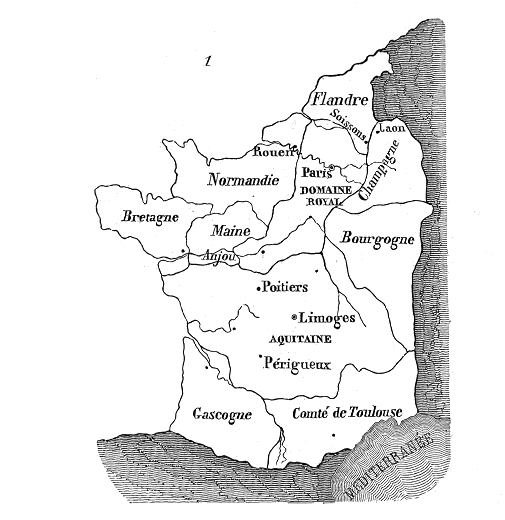
Frankrijk in de tiende eeuw

Gascogne gezien tegen huidige departementen

Gascogne (in het plaatselijke Occitaans Gasconha of Gascougne, vroeger in het Nederlands Gasconië of Wasconië) is een van de grote historische provincies van Frankrijk.
De naam Gascogne komt van het volk de 'Vascones' (Basken), die het gebied tussen Garonne, de Pyreneeën en de Oceaan in de zesde eeuw innamen en er het hertogdom Vasconia stichtte. Voordien werden de bewoners Aquitani genoemd, in taal en wetten verschillend van de Galliërs. De Romeinen noemde het hele gebied tussen de Loire en de Pyreneeën Aquitanië. Dit was later de naam van de regio Aquitanië in de zuidwestelijke hoek van Frankrijk. Het historisch gebied Aquitania volgens Julius Caesar was kleiner en was het etnisch-Baskisch Aquitanië of Novempopulania, ook genoemd het Negenvolkerenland.

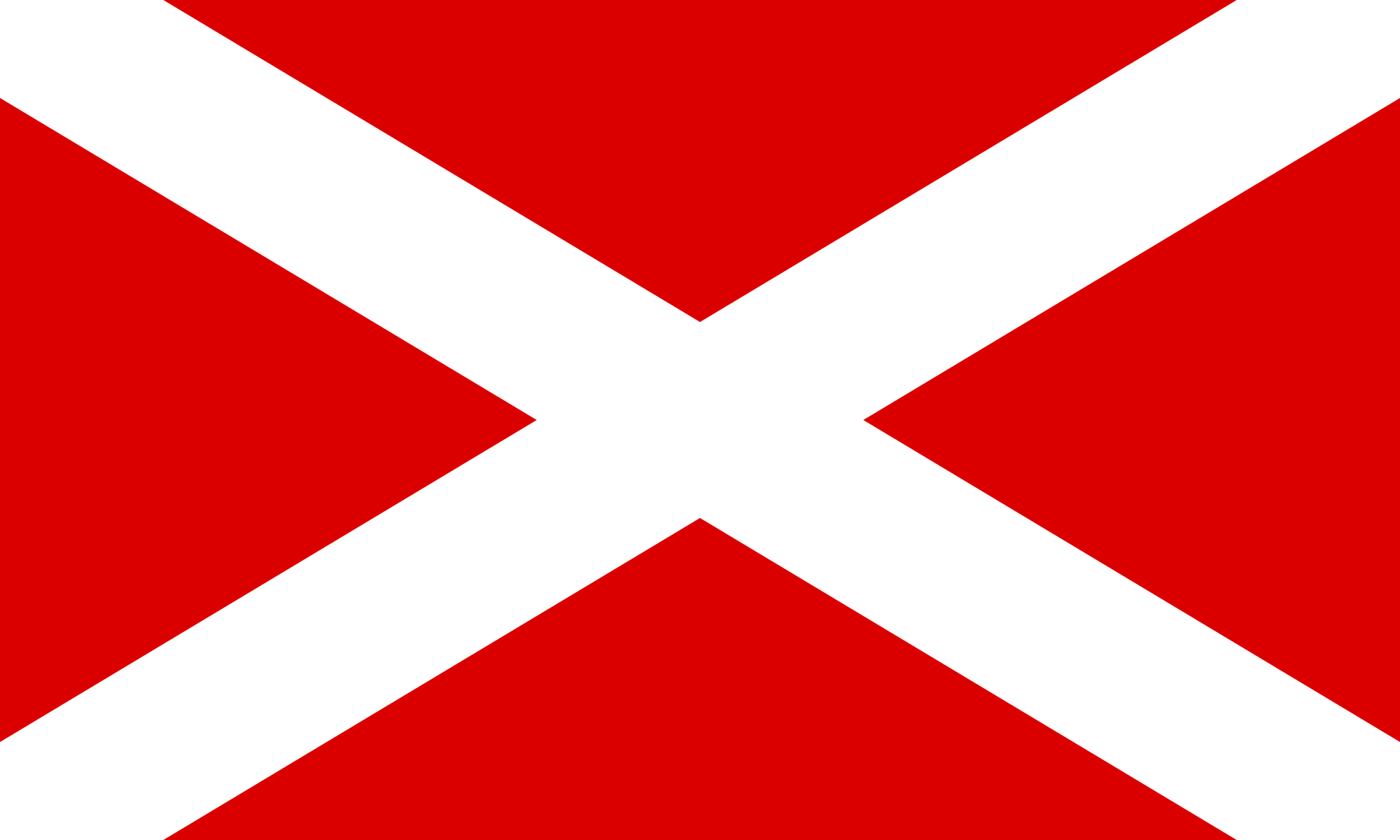
Vlag van Gascogne

Wapenschild

Door het huwelijk van Eleonora van Aquitanië en Hendrik II van Engeland in 1152 en de kroning van Hendrik in 1154 ontstond het Angevijnse Rijk. Na de slag bij Bouvines in 1214 bleef enkel Guyenne in handen van de Engelse koning. In 1337 begon de Honderdjarige Oorlog naar aanleiding van de confiscatie van Guyenne door de Franse koning Filips VI van Frankrijk. In de eerste jaren van de Honderdjarige Oorlog, in 1346, heroverde de Engelsen het hele westelijke deel van Gascogne, en maakten er een Engels vorstendom van, onder de naam Guyenne. Het oostelijke deel bleef Fransgezind. Ruim honderd jaar later, in 1453 kwam het hele gebied weer in Franse handen. Tot aan de Franse Revolutie was dit de zelfstandige Franse provincie Guyenne-et-Gascogne.
Gascogne grensde aan provinciën Saintonge, Angoumois, Limousin en Auvergne in het noorden, Languedoc in het oosten en Koninkrijk Aragon, Béarn en Koninkrijk Navarra in het zuiden. In 1790 werd het opgedeeld in een aantal departementen.
Toen Frankrijk opnieuw in regio's ingedeeld werd, en veel oude provincienamen opnieuw als naam van een regio in gebruik kwamen, werd naam Gascogne niet opnieuw gebruikt. De regio's in het gebied heten nu Nouvelle-Aquitaine en Occitanië. De naam Gascogne duikt toch opnieuw op als toeristische benaming voor het historische kerngebied, met name het departement Gers en ook wel delen van de departementen Hautes-Pyrénées en Landes.
Tot het oude Guyenne-Gascogne behoorden ook nog de huidige departementen (of delen) van) Gironde, Landes, Pyrénées-Atlantiques, Gers, Lot-et-Garonne, Tarn-et-Garonne, Haute-Garonne. Ook het Spaanse Val d'Aran hoort historisch en taalkundig bij Gascogne; de taal is het Gascon, een variant van het Occitaans.

## Steden in Gascogne
- Auch, de historische hoofdstad, ook van de "deelprovincie" Armagnac
- Bagnères-de-Luchon
- Bayonne
- Bordeaux
- Dax
- Lourdes
- Mont-de-Marsan
- Tarbes
- Pau

## Foie gras
Gascogne is vooral bekend door de ganzenhouderij voor de productie van foie gras. Olivier de Serres beschreef het vetmesten van ganzen in Gascogne reeds in 1619. Na de introductie van maïs in de achttiende eeuw ontwikkelde de productie van foie gras zich verder in het Zuid-Westen van Frankrijk (de gastronomie van Gascogne). De uitvinding van conservering door sterilisatie door Nicolas Appert (1749-1841) zorgde ervoor dat foie gras wereldwijd verspreid kon worden. In Frankrijk behoort foie gras sinds 2006 tot het beschermd cultureel en gastronomisch erfgoed.